# Allondaz
Allondaz é uma comuna francesa na região administrativa de Auvérnia-Ródano-Alpes, no departamento da Saboia. Estende-se por uma área de 4.08 km². Em 2010 a comuna tinha 281 habitantes (densidade: 1,1 hab./km²).